# ميشيل ماكمانوس
ميشيل ماكمانوس (بالإنجليزية: Michelle McManus)‏ هي مغنية بريطانية، ولدت في 8 مايو 1980 في غلاسكو في المملكة المتحدة.

## وصلات خارجية
- ميشيل ماكمانوس على موقع IMDb (الإنجليزية)
- ميشيل ماكمانوس على موقع ميوزك برينز (الإنجليزية)
- ميشيل ماكمانوس على موقع ميوزك برينز (الإنجليزية)
- ميشيل ماكمانوس على موقع ديسكوغز (الإنجليزية)